# Sue Ellen Ewing
Sue Ellen Ewing (född som Shepard; senare Lockwood), född 1947, är en rollfigur i TV-serien Dallas som spelades av skådespelerskan Linda Gray från 1978 till 1989. Sue Ellen är i största delen av serien en olycklig och bedragen fru till den maktgalne och notoriske kvinnojägaren J. R. Ewing.

## Biografi
Sue Ellen föddes och växte upp i Dallas. En kort tid efter att hennes lillasyster Kristin föddes övergav hennes suput till far familjen och dog strax därefter. Sue Ellen växte upp till en vacker och socialt begåvad kvinna. Då hon vann skönhetstävlingen Miss Texas 1967 mötte hon J.R. för första gången, som då var en av domarna i tävlingen. Efter en period av förälskelse och äventyr så gifte de sig den 15 februari 1970. Äktenskapet blev dock aldrig lyckligt. J.R uppvaktade dussintals andra skönheter och struntade praktiskt taget helt i Sue Ellen. 1979 påbörjade Sue Ellen en affär med J.R:s främste rival Cliff Barnes. Kort därefter upptäckte Sue Ellen att hon var gravid och trodde naturligt nog att Cliff var fadern.